# Władimir Szatałow
Władimir Aleksandrowicz Szatałow (ros. Владимир Александрович Шаталов; ur. 8 grudnia 1927 w Pietropawłowsku, zm. 15 czerwca 2021 w Moskwie) – radziecki kosmonauta, Lotnik Kosmonauta ZSRR.

## Życiorys
Urodził się w Pietropawłowsku, w ZSRR (obecnie Kazachstan).
Przed przyjęciem w 1963 roku do oddziału kosmonautów (grupa WWS 2) był pilotem w siłach powietrznych byłego ZSRR. W czasie kariery wojskowej pełnił różne funkcje począwszy od pilota-instruktora do zastępcy dowódcy pułku lotniczego. W 1956 roku ukończył Akademię Sił Powietrznych (później im. J. Gagarina).
Od 10 stycznia 1963 roku rozpoczął przygotowania do udziału w lotach kosmicznych na statkach typu Woschod i Sojuz.
W 1965 roku razem z Jurijem Artiuchinem wchodził w skład trzeciej załogi rezerwowej planowanego na listopad 1965 roku lotu statku Woschod 3. Lot wielokrotnie odkładano i ostatecznie nie doszedł do skutku z uwagi na decyzję o zakończeniu programu Woschod już po dwóch lotach.
W 1966 roku wspólnie z Gieorgijem Bieriegowojem był dublerem załogi podstawowej wyznaczonej do planowanego lotu Woschod 4. Misja miała mieć charakter wojskowy, a planowany czas pobytu kosmonautów na orbicie miał wynieść co najmniej 16 dni. Lot został jednak ostatecznie odwołany w momencie zakończenia programu Woschod.
Po zakończeniu wspomnianego programu Szatałow zaczął przygotowania do lotów na statkach kosmicznych typu Sojuz.
26 października 1968 r. został dublerem G. Bieriegowoja, który udał się w kosmos na statku kosmicznym Sojuz 3.
Pierwszy lot kosmiczny odbył w 1969 roku. 14 stycznia wyruszył w kosmos jako dowódca Sojuza 4. Dzień później na orbicie znalazł się drugi radziecki statek kosmiczny Sojuz 5 z trzyosobową załogą – Borys Wołynow, Aleksiej Jelisiejew i Jewgienij Chrunow. 16 stycznia doszło do połączenia obu statków i dwaj kosmonauci Jelisiejew i Chrunow poprzez otwarty kosmos przeszli na pokład Sojuza 4. Był to manewr wykonany po raz pierwszy w historii załogowych lotów kosmicznych. Wraz ze swoimi kolegami Szatałow wylądował na Ziemi 17 stycznia 1969 roku. Przebywał w kosmosie przez 2 dni 23 godziny 20 minut i 47 sekund. Jego koledzy z załogi o dobę krócej.
Jeszcze w tym samym roku poleciał w kosmos po raz drugi. 11 października był razem z A. Jelisiejewem dublerem załogi Sojuza 6. 12 października również z A. Jelisiejewem oraz P. Kołodinem był dublerem załogi Sojuza 7. W kosmos wystartował 13 października na pokładzie Sojuza 8, razem z A. Jelisiejewem. Oficjalnie został wyznaczony dowódcą grupy radzieckich statków kosmicznych, które wtedy znalazły się w kosmosie. Plan lotu przewidywał połączenie się na orbicie statków Sojuz 7 i Sojuz 8. Z powodu awarii systemów pokładowych jednego ze statków manewru tego nie udało się zrealizować. Szatałow powrócił na Ziemię 18 października po 4 dniach 22 godzinach 50 minutach i 49 sekundach.
Kolejnym etapem kariery kosmonauty były przygotowania do lotów na statkach typu Sojuz i stacji kosmicznej Salut.
Swój trzeci lot odbył w 1971 roku. 23 kwietnia wystartował w kosmos na pokładzie Sojuza 10. Był dowódcą misji. Razem z nim poleciał A. Jelisiejew oraz N. Rukawisznikow. Załoga miała połączyć się ze znajdującą się na orbicie pierwszą stacją kosmiczną Salut 1, przejść na jej pokład i prowadzić na niej eksperymenty podczas długotrwałego lotu kosmicznego. 24 kwietnia oba obiekty połączyły się w kosmosie. Niestety na skutek awarii kosmonauci nie znaleźli się na pokładzie Saluta i musieli awaryjnie odłączyć się od stacji i niezwłocznie wracać na Ziemię.
Lądowanie miało miejsce 25 kwietnia 1971 roku po 1 dniu 23 godzinach 45 minutach i 54 sekundach pobytu w kosmosie. W sumie Władimir Szatałow spędził w kosmosie podczas swoich trzech lotów 9 dni 21 godzin 57 minut i 30 sekund.
Po zakończeniu swojej ostatniej misji W. Szatałow opuścił oddział kosmonautów i przeszedł do pracy do Centrum Wyszkolenia Kosmonautów im. J. Gagarina. W latach 1971–1987 pełnił ważną funkcję kierownika przygotowań kosmonautów. Od 1987 roku przez 4 lata (do 1991) roku był Naczelnikiem Centrum Wyszkolenia Kosmonautów im. J. Gagarina. W 1992 roku w randze generała został przeniesiony do rezerwy.
Dwukrotnie otrzymał tytuł Bohatera Związku Radzieckiego (22 stycznia 1969 i 22 października 1969), trzykrotnie order Lenina (22 stycznia 1969, 30 kwietnia 1971 i 15 stycznia 1976), order Rewolucji Październikowej (27 grudnia 1982), Order „Za służbę Ojczyźnie w Siłach Zbrojnych ZSRR” III klasy (22 lutego 1989), Order „Za zasługi dla Ojczyzny” IV klasy (2 marca 2000), Order Przyjaźni (12 kwietnia 2011), Medal „Za rozwój dziewiczych ziem” (1969) i Medal „Za zasługi bojowe” (30 grudnia 1957). Uhonorowany przez Akademię Nauk ZSRR złotym medalem im. K. Ciołkowskiego. FAI (Międzynarodowa Federacja Lotnicza) przyznała mu dyplom im. W. Komarowa i złoty medal im. J. Gagarina. Wiele medali i odznaczeń otrzymał również w innych krajach, m.in. wietnamski Order Hồ Chí Minha (1980), Gwiazdę Bohatera Socjalistycznej Republiki Wietnamu (1980), mongolski Order Gwiazdy Polarnej (1983), wschodnioniemiecki Order Karla Marksa (1977) oraz odznaczenia bułgarskie i kubańskie. Jego imieniem został nazwany krater na Księżycu.
Stowarzyszenie Uczestników Lotów Kosmicznych (Association of Space Explorers) przyznało mu Universal Astronaut Insignia za lot orbitalny (nr 34).

## Wykaz lotów
| Loty i starty kosmiczne, w których uczestniczył Władimir A. Szatałow    | Loty i starty kosmiczne, w których uczestniczył Władimir A. Szatałow | Loty i starty kosmiczne, w których uczestniczył Władimir A. Szatałow | Loty i starty kosmiczne, w których uczestniczył Władimir A. Szatałow | Loty i starty kosmiczne, w których uczestniczył Władimir A. Szatałow | Loty i starty kosmiczne, w których uczestniczył Władimir A. Szatałow | Loty i starty kosmiczne, w których uczestniczył Władimir A. Szatałow |
| L.p.                                                                    | Data startu                                                          | Statek kosmiczny                                                     | Data lądowania                                                       | Funkcja                                                              | Czas trwania                                                         |                                                                      |
| ----------------------------------------------------------------------- | -------------------------------------------------------------------- | -------------------------------------------------------------------- | -------------------------------------------------------------------- | -------------------------------------------------------------------- | -------------------------------------------------------------------- | -------------------------------------------------------------------- |
| 1                                                                       | 14 stycznia 1969                                                     | Sojuz 4                                                              | 17 stycznia 1969                                                     | Dowódca                                                              | 2 dni 23 godziny 20 minut i 47 sekund                                |                                                                      |
| 2                                                                       | 13 października 1969                                                 | Sojuz 8                                                              | 18 października 1969                                                 | Dowódca                                                              | 4 dni 22 godziny 50 minut i 49 sekund                                |                                                                      |
| 3                                                                       | 22 kwietnia 1971                                                     | Sojuz 10                                                             | 24 kwietnia 1971                                                     | Dowódca                                                              | 1 dzień 23 godziny 45 minut i 54 sekundy                             |                                                                      |
| Łączny czas spędzony w kosmosie — 9 dni 21 godzin 57 minut i 30 sekund. |                                                                      |                                                                      |                                                                      |                                                                      |                                                                      |                                                                      |